# Hanne Mertens
Hanne Hermine Mertens (* 13. April 1909 in Magdeburg; † zwischen 21. April und 23. April 1945 im KZ Neuengamme, Hamburg) war eine deutsche Schauspielerin.

## Leben

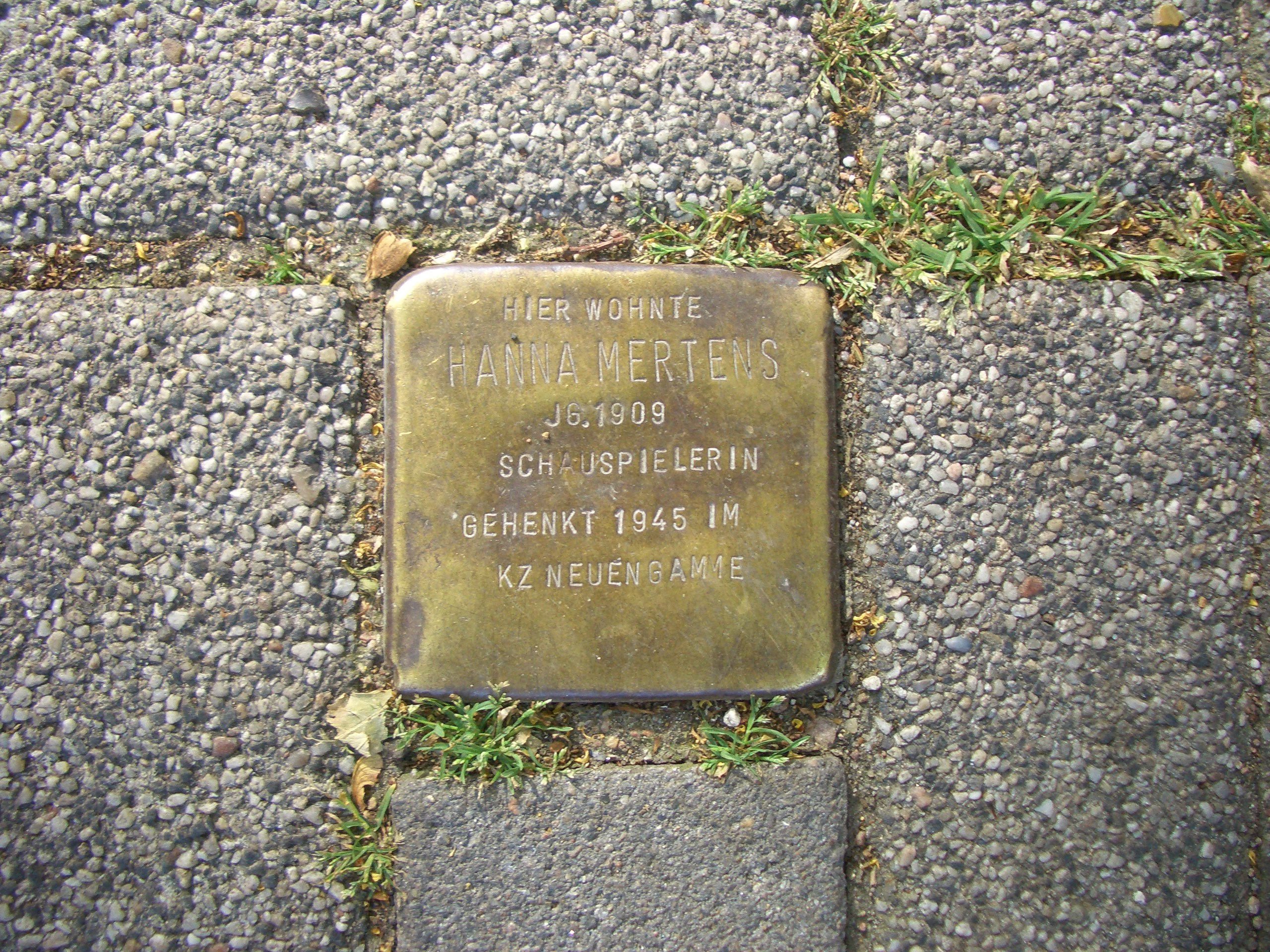
Stolperstein vor dem Haus Sierichstraße 66 in Winterhude.

Hanne Mertens, Tochter eines Rechtsanwaltes, hatte drei Geschwister. Sie beendete ihre Schullaufbahn 1928 an einem Berliner Mädchengymnasium. Danach ließ sie sich an der staatlichen akademischen Schauspielschule zu Berlin bis Oktober 1930 zur Schauspielerin ausbilden. Anschließend wirkte sie in kleinen Rollen am Berliner Staatstheater. Das erste Festengagement führte Mertens im August 1932 an die Städtischen Theater von Düsseldorf. In Düsseldorf trat sie unter der Intendanz von Walter Bruno Iltz an der Seite der Kollegen Leo Askenasy, Ludwig Schmitz und Marieluise Claudius auf. Zwischenzeitlich nahm sie auch an den Marburger Festspielen teil.
In Berlin, wo die Künstlerin 1934 mit einer winzigen Rolle ihr Filmdebüt gab, wirkte Mertens am Theater am Nollendorfplatz und an der Volksbühne, wo man sie beispielsweise 1936 an der Seite von Heinrich George in Hermann Burtes Warbeck sah. 1938 ging Mertens nach München, an die Kammerspiele des von Otto Falckenberg geleiteten Schauspielhauses. Zu ihren Kollegen dort zählten unter anderem O. E. Hasse, Heidemarie Hatheyer, Christian Kayßler, Hedwig Wangel und Carl Wery.
1943 folgte sie einem Ruf ans Thalia-Theater in Hamburg. Mertens, die bereits am 1. Mai 1933 der NSDAP beigetreten war, entwickelte sich im Laufe der Jahre von einer Mitläuferin zu einer erklärten Gegnerin des NS-Regimes. 

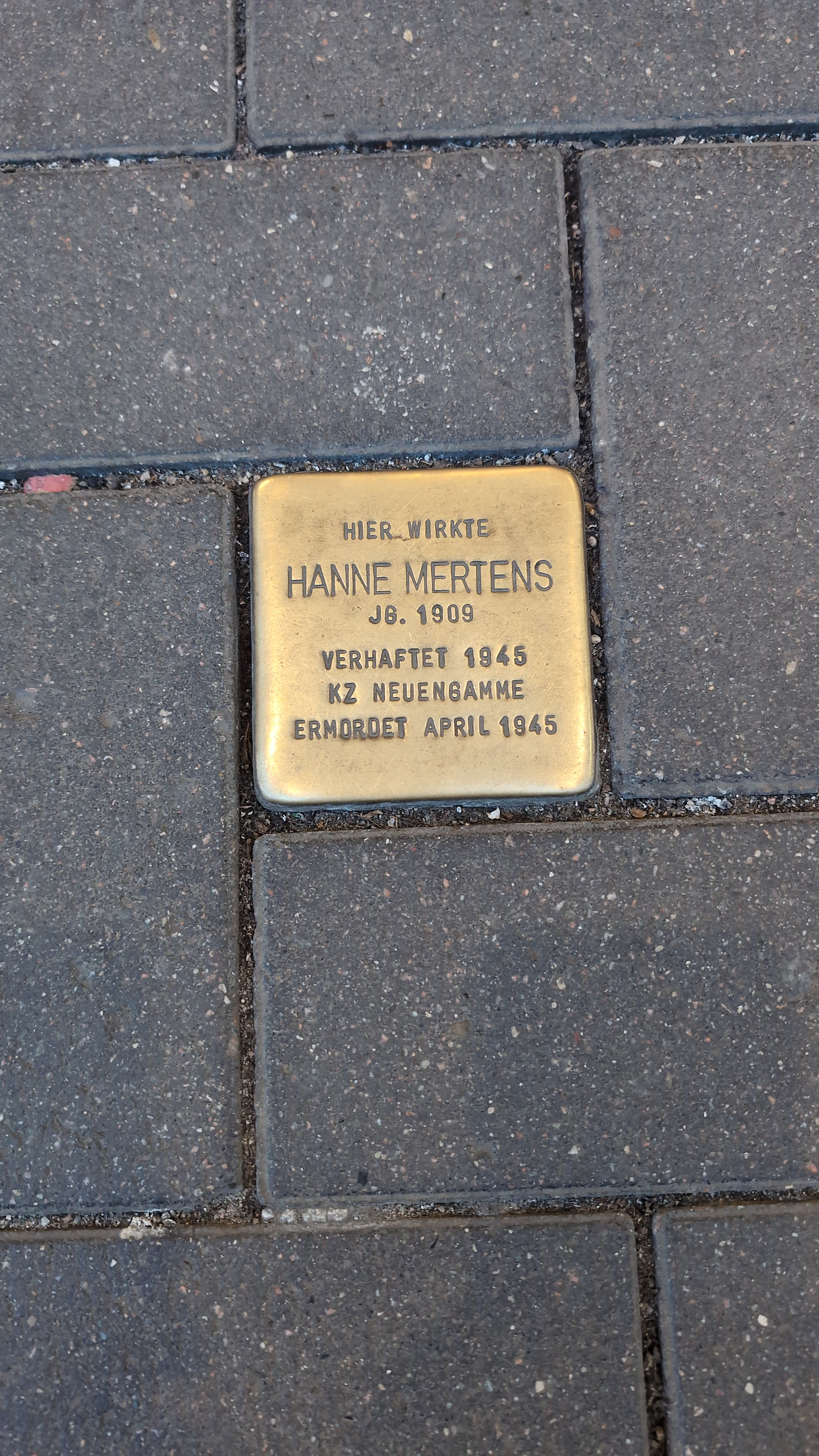
Stolperstein Hanne Mertens vor dem Thalia Theater Hamburg

Im Januar 1945 spöttelte sie auf einer Feier zunächst über die NSDAP und ihren „Führer“ und sang dann das Lied ‘Es geht alles vorüber, es geht alles vorbei’, wobei sie den nachfolgenden Original-Halbsatz in ‘zuerst Hitler, dann die Partei’ umwandelte. Ein anwesender Gestapo-Mann verfasste daraufhin ein Memorandum, das er an seinen Vorgesetzten weitergab. Am 5. Februar 1945 wurde Mertens auf Veranlassung des Leiters der Hamburger Gestapo, Oberregierungsrat Hans Wilhelm Blomberg, wegen Wehrkraftzersetzung verhaftet und in das Frauengefängnis Fuhlsbüttel verbracht. Dort wurde sie in Dunkelhaft genommen und misshandelt.
Angesichts der nahenden britischen Truppen verlegte man am 20. April 1945 die Schauspielerin, zusammen mit 70 weiteren „KoLa-Fu“-Häftlingen, in das KZ Neuengamme. Diese 71 mehrheitlich politischen Häftlinge, darunter 13 Frauen, waren auf einer Liquidationsliste vermerkt und wurden im dortigen Arrestbunker in den folgenden Nächten (21./22. und 22./23. April 1945) erhängt.
Der Künstlerin zu Ehren wurde 1981 in Hamburg-Niendorf eine Straße in Hanne-Mertens-Weg umbenannt. Am 22. April 1987 wurde auch für Hanne Mertens eine Namenstafel am Mahnmal Tisch mit 12 Stühlen, zu Ehren der Widerstandskämpfer in Hamburg-Niendorf, angebracht. Am 19. Oktober 2007 wurde in Anwesenheit von Kultursenatorin Karin von Welck und der Schirmherrin des Projektes in Hamburg, Bischöfin Maria Jepsen, der 2000. Stolperstein im Gedenken an das Schicksal von Mertens vor dem Thalia Theater enthüllt. Ein weiterer Stolperstein erinnert vor ihrem Wohnsitz in der Sierichstraße an die Künstlerin.

## Filmografie
- 1938: Ich verweigere die Aussage
- 1941: Alarmstufe V